# Poils et Plumes
Dans le Folklore étudiant en Belgique, les Poils et les Plumes sont des étudiants ayant terminé et ou réussi leur Baptême, et ayant par conséquent quitté le statut de Bleus et bleues.
Ils peuvent porter la penne ou la calotte selon la tradition en vigueur dans leur cercle et faculté, se présenter comme candidat au poste de Comitard dans un Comité de baptême estudiantin ou de cercle, participer librement aux Guindailles et Cantus.
Traditionnellement, ils portent un tablier de guindaille décoré de dessins et graffitis.
Le passage entre le statut de bleu / bleuette et celui de poils / plumes varie en fonction de l'université et de la faculté. La dernière épreuve initiatique (remise de penne à Liège, diplôme de baptême à l'ULB et à l'UCL, ...) n'est pas toujours explicite quant à ce changement de statut. Mais il est unanimement reconnu qu'un étudiant baptisé ayant passé (avec succès ou non) les examens de fin d'année a sauté le pas. Le port d'au moins deux étoiles/boulons sur la calotte/penne en est donc le symbole.
Les mots "poil" et "plume" trouvent leur origine au Cercle Polytechnique de l'Université Libre de Bruxelles. On trouvera une explication détaillée ici : origine des mots poil et plume